# 타마라 드 렘피카

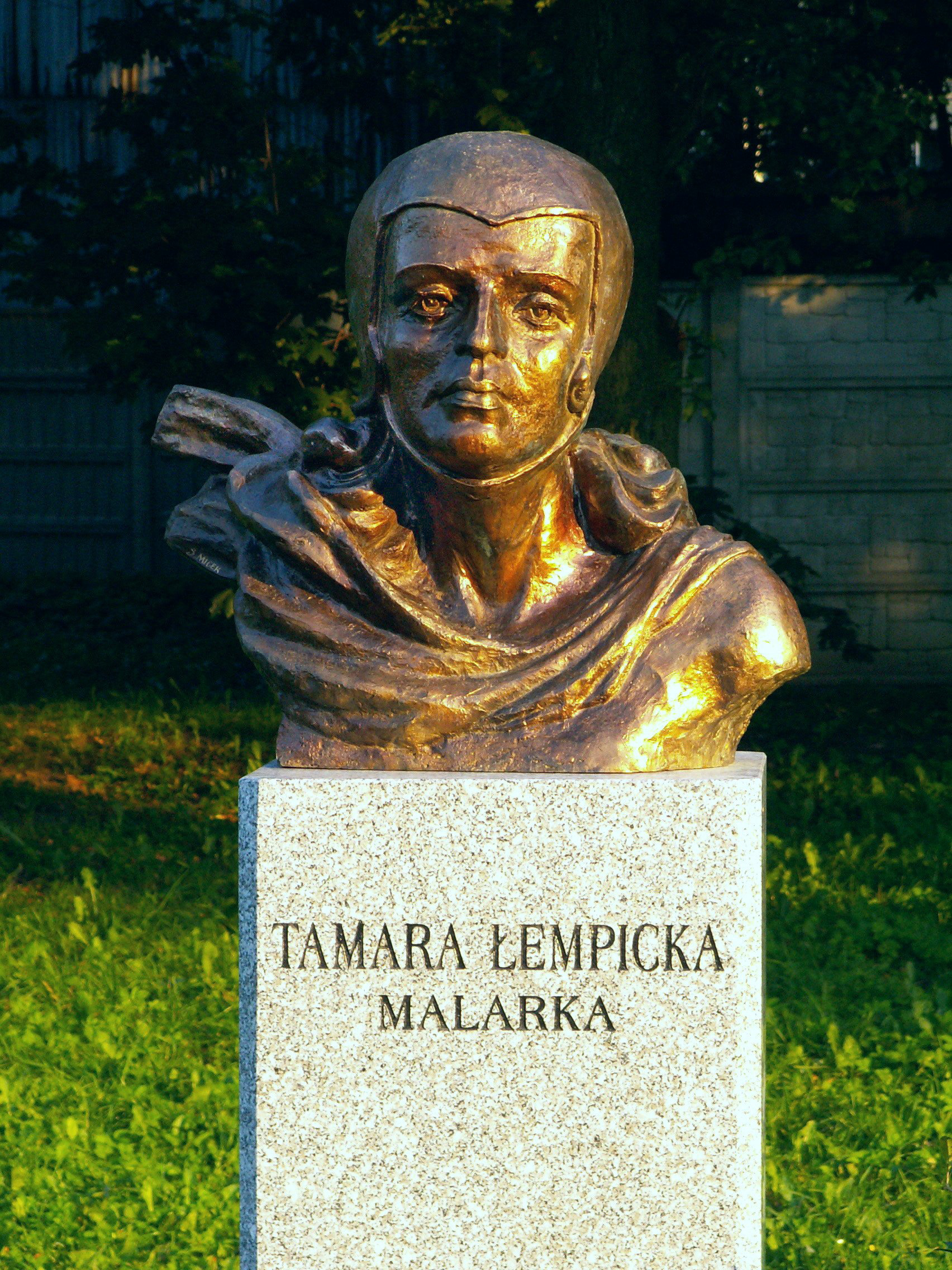

타마라 드 렘피카(Tamara de Lempicka, 1898년 5월 16일 ~ 1980년 3월 18일)는 자신의 노동의 삶을 프랑스와 미국에서 보냈던 폴란드의 화가이다. 정제된 아르 데코 초상화로 유명하다.
바르샤바에서 태어나 상트페테르부르크로 이주하여 저명한 폴란드 변호사와 혼인한 다음 파리로 여행을 떠났다.